# Montague, Texas
Montague [ˈmɒntæɡ] är administrativ huvudort i Montague County i Texas. Orten har fått sitt namn efter delstatspolitikern Daniel Montague. Enligt 2010 års folkräkning hade Montague 304 invånare.

## Kända personer från Montague
- J. Willis Stovall, paleontolog och geolog